# Paul Wagner (actor)
Paul Wagner (24 de agosto de 1899 - 11 de enero de 1970) fue un actor de nacionalidad alemana.

## Biografía
Su nombre completo era Paul Wilhelm Hubert Wagner, y nació en Colonia, Alemania, siendo su hermano el también actor Konrad Wagner. Se inició en el cine a principios de los años 1930, haciendo uno de sus primeros papeles en el film de Richard Oswald Der Hauptmann von Köpenick (1931). Aunque trabajó ante las cámaras en las siguientes décadas, sus actuaciones se limitaron a papeles de reparto. Su papel secundario más relevante fue probablemente el del padre autoritario de Horst Buchholz y Christian Doermer en el drama juvenil de 1956 Die Halbstarken. 
Hacia el final de su carrera, en los años 1960, Wagner también actuó en varias producciones televisivas. A pesar de su actividad cinematográfica y televisiva, también fue actor teatral a lo largo de toda su trayectoria, interpretando, entre otros papeles el titular en 1932 en la obra de Goethe Egmont, representada en el Festival Römerberg de Fráncfort del Meno.
Wagner fue igualmente conocido por su trabajo como actor de voz, trabajando en el doblaje al alemán de muchas producciones cinematográficas de la posguerra. Entre los intérpretes internacionales a los que prestó su voz figuran Fredric March (Un hombre y Horas desesperadas), Cedric Hardwicke (Los diez mandamientos y Rope), Dean Jagger (White Christmas y Elmer Gantry), Leo G. Carroll (El premio), John McIntire (Psicosis), Ralph Richardson (Doctor Zhivago), Jeff Corey, Laurence Payne, Reginald Owen y Taylor Holmes.
Paul Wagner falleció en Berlín, Alemania, en el año 1970.

## Filmografía (selección)
- 1931 : Der Hauptmann von Köpenick
- 1933 : Leise flehen meine Lieder
- 1934 : The Unfinished Symphony
- 1935 : Das Mädchen Johanna
- 1940 : Das Fräulein von Barnhelm
- 1941 : Kameraden
- 1941 : Alarmstufe V
- 1941 : Geheimakte WB 1
- 1942 : Die See ruft
- 1942 : Kleine Residenz
- 1945 : Regimentsmusik
- 1949 : Die blauen Schwerter
- 1950 : Die Jungen von Kranichsee
- 1951 : Großstadtgeheimnis
- 1955 : Hotel Adlon
- 1955 : Der 20. Juli
- 1956 : Stresemann
- 1956 : Die Halbstarken
- 1956 : Anastasia, die letzte Zarentochter
- 1966 : Der Fall der Generale (telefilm)